# Perceptiekosten
Onder perceptiekosten of administratieve kosten worden de kosten verstaan die zijn gemoeid met de heffing en invordering van belastingen. Dit zijn de kosten die de overheid direct moet maken om de belasting te kunnen heffen en invorderen. Deze kosten verschijnen in overheidsbudgetten, bijvoorbeeld het budget van de gemeente of van het Ministerie van Financien. Voorbeelden zijn:
- De lonen van de belastingambtenaren;
- Huur- en aanschafkosten voor het pand waarin de belastingdienst zetelt;
- Kosten voor software ter controle van de aangiften.

Naast perceptiekosten zijn  er ook nalevingskosten die door de belastingplichtige gedragen worden, en efficientiekosten die zich vertalen in efficientieverlies en door de economie als geheel gedragen worden. 
De perceptiekosten vormen onderdeel van een van de twee criteria om de doeltreffendheid van de belastingheffing te meten, namelijk de interne doeltreffendheid. Het andere criterium, waarmee de externe doeltreffendheid wordt gemeten, is de omvang van de belastingfraude.